# Lasiophila orbilia
Lasiophila orbilia är en fjärilsart som beskrevs av Otto Thieme 1906. Lasiophila orbilia ingår i släktet Lasiophila och familjen praktfjärilar. Inga underarter finns listade i Catalogue of Life.